# Margherita Vicario

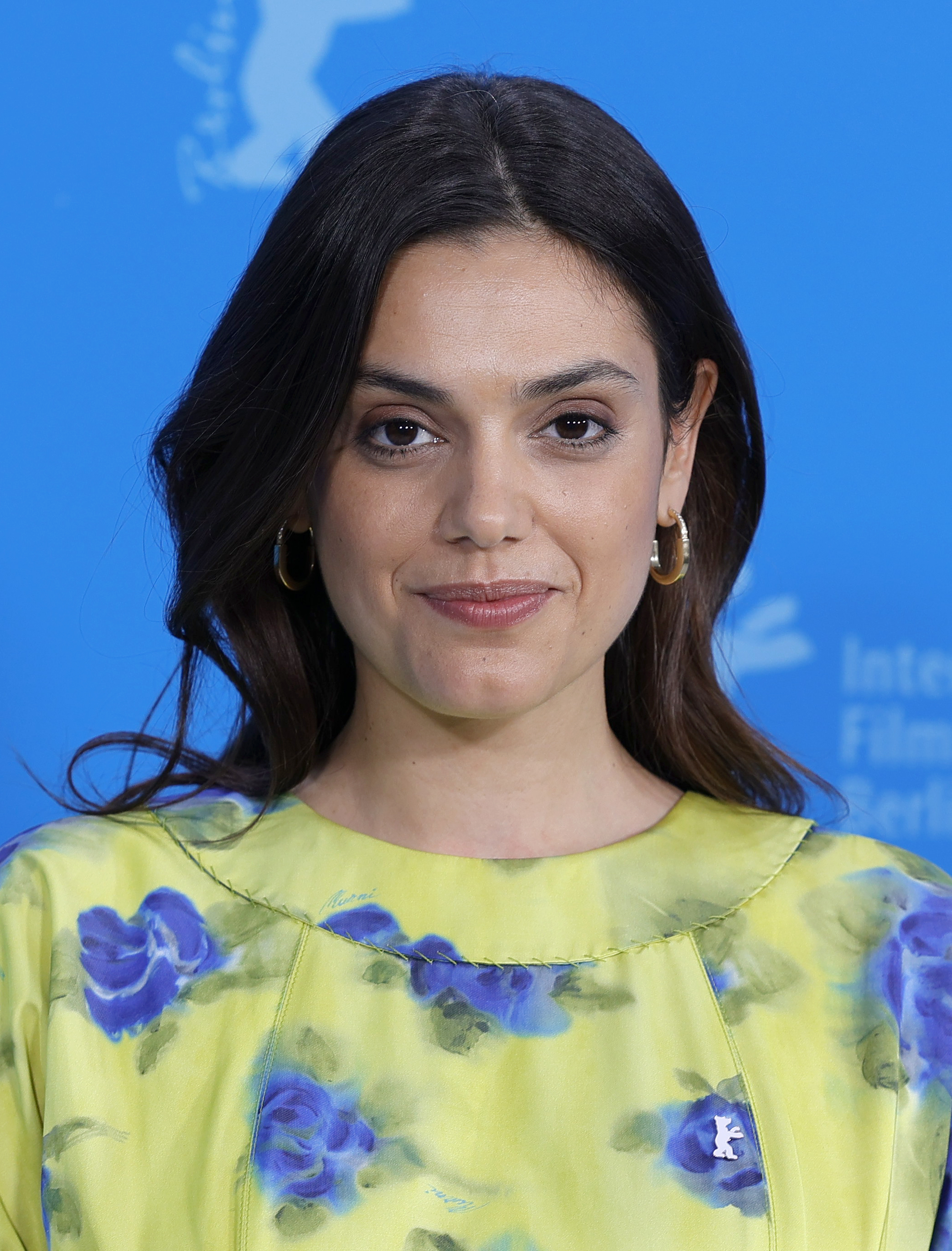
Margherita Vicario (2024)

Margherita Vicario (* 13. Februar 1988 in Rom) ist eine italienische Schauspielerin und Popsängerin, die auch als Filmregisseurin tätig ist.

## Werdegang
Margherita Vicario begann 2008, in kleineren Rollen im Fernsehen aufzutreten. 2011 gewann sie mit der Eigenproduktion Se riesco parto mehrere Preise bei einem Kurzfilmwettbewerb. Ihre erste Rolle in einem Kinofilm hatte sie 2012 in Woody Allens To Rome with Love. Gleichzeitig interessierte sie sich zunehmend für Musik und trat bei verschiedenen musikalischen Veranstaltungen in Erscheinung. Mit dem Lied Nota bene gab sie 2013 ihr Debüt als Sängerin. 2014 veröffentlichte sie die EP Esercizi preparatori und schließlich das Album Minimal Musical.
In den folgenden Jahren trat Vicario weiterhin regelmäßig in Film und Fernsehen auf und veröffentlichte neue Musik. Dabei arbeitete sie u. a. mit Izi, Rancore, Elodie und Lo Stato Sociale zusammen. 2021 erschien ihr zweites Album Bingo.
Für ihr Spielfilmdebüt Gloria! (2024) erhielt Vicario eine Einladung in den Hauptwettbewerb der 74. Berlinale in Venedig.

## Filmografie

### Darstellerin
- 2008, 2014: I Cesaroni (Fernsehserie)
- 2010: La ladra (Fernsehserie)
- 2011: R.I.S. Roma – Delitti imperfetti (Fernsehserie, 1 Episode)
- 2012: To Rome with Love
- 2012: 6 passi nel giallo (Fernsehserie, 1 Episode)
- 2012: Benvenuti a tavola – Nord vs Sud (Fernsehserie)
- 2012: Die Bergpolizei – Ganz nah am Himmel (Un passo dal cielo) (Fernsehserie, 1 Episode)
- 2013: La terra e il vento
- 2013: Pazze di me
- 2013: Borgia (Fernsehserie, 1 Episode)
- 2014: Arance & martello
- 2015: Il candidato – Zucca presidente (Fernsehserie, 1 Episode)
- 2015: La narcotici (Fernsehserie)
- 2016: The Pills – Sempre meglio che lavorare
- 2016: L’Universale
- 2016: Cristian e Palletta contro tutti
- 2017: Amore pensaci tu (Fernsehserie, 20 Episoden)
- 2018: Carlo & Malik (Nero a metà) (Fernsehserie, 24 Episoden)
- 2019: Non ho niente da perdere

### Regie und Drehbuch
- 2011: Se riesco parto (Kurzfilm)
- 2024: Gloria!

## Diskografie
Alben und EPs

| Jahr | Titel                | Höchstplatzierung, Gesamtwochen, AuszeichnungChartsChartplatzierungen (Jahr, Titel, Platzierungen, Wochen, Auszeichnungen, Anmerkungen) | Anmerkungen  |
| Jahr | Titel                | IT | Anmerkungen  |
| ---- | -------------------- | --- | ------------ |
| 2014 | Esercizi preparatori | — | EP Fiorirari |
| 2014 | Minimal Musical      | — | Fiorirari    |
| 2021 | Bingo                | IT21 (2 Wo.)IT | Universal    |

## Belege
1. ↑  Alben von Margherita Vicario. In: Italiancharts.com. Hung Medien, abgerufen am 20. Oktober 2021.

| Personendaten    | Personendaten                                              |
| ---------------- | ---------------------------------------------------------- |
| NAME             | Vicario, Margherita                                        |
| KURZBESCHREIBUNG | italienische Schauspielerin, Popsängerin und Filmemacherin |
| GEBURTSDATUM     | 13. Februar 1988                                           |
| GEBURTSORT       | Rom                                                        |